# Quellflussprägen
Das Quellflussprägen ist eine Weiterentwicklung des Hinterspritzprozesses zur Herstellung von Bauteilen aus Kunststoff mit dekorierten Oberflächen, insbesondere für Folien aus thermoplastischen Polyolefinen (TPO) mit Schaumrücken. Dabei wird die Kunststoffschmelze als Massekuchen in das sich öffnende Werkzeug eingespritzt. Sobald die gesamte Kunststoffschmelze eingespritzt ist, fährt das Werkzeug zusammen und die Kunststoffschmelze formt das Bauteil vollständig aus. Dieses Verfahren ermöglicht geringe Werkzeuginnendrücke und somit eine schonende Dekorverarbeitung.

## Prozessablauf
Ein Dekor, das optional mittels Thermoformen vorgeformt ist, z. B. TPO-Schaumfolie, die die Haptik und Optik des Bauteils aufwertet, wird in das Werkzeug eingelegt und mit pneumatischen Spannern fixiert. Das Quellflussprägewerkzeug wird zuerst ganz geschlossen. Während des Einspritzens des Kunststoffes wird ein Öffnungshub gefahren. Dadurch bildet sich bei jeder Kunststoffdüse ein Massekuchen. Ist die benötigte Menge an Kunststoff eingespritzt, schließen die Düsennadeln und das Werkzeug fährt einen Prägehub. Durch das Zufahren verteilt sich der Kunststoff in der Kavität und formt das Bauteil aus. Nach der Kühlphase wird das Werkzeug aufgefahren und das fertige Bauteil wird entformt.

## Vorteile
Das Quellflussprägeverfahren lässt sich auf einer konventionellen Spritzgiessmaschine (mit Prägesteuerung) anwenden und bietet drei wesentliche wirtschaftliche Vorteile:
1. niedrigerer Investitionsbedarf gegenüber einer Pressanlage.
2. Spritzmaschine und ihre Peripherie benötigen eine kleinere Aufstellfläche.
3. Die Gesamtzykluszeit ist geringer als beim Hinterpressen.

Des Weiteren lassen geringe Werkzeuginnendrücke eine schonende Dekorverarbeitung zu, wobei dekorierte Kunststoffbauteile mit dem Quellflussprägeverfahren in einem vollautomatisierten One-Shot-Prozess hergestellt werden können.

## Grenzen des Quellflussprägens
Das Verfahren des Quellflussprägens stößt bei großen Höhensprüngen und geschlossenen Profilen an seine Grenzen.
Beim Hinterprägen von Dekorfolien (z. B. TPO-Schaumfolie) sind Überstände zur Fixierung (Positionierung) des Dekors notwendig, was eine Nachbearbeitung nach sich zieht.

## Varianten
Quellflussprägen kann auch gut in Zusammenhang mit dem normalen Spritzgussverfahren kombiniert werden. Dabei werden die dekorierten Partien des Bauteils durch Quellflussprägen erstellt. Unmittelbar nach dem Prägehub werden weitere Bereiche des Bauteils angespritzt und ausgeformt. Dies ermöglicht eine große Gestaltungsfreiheit in der Bauteilentwicklung.
Beim Metallfolienhinterspritzen wird dünnes Blech mit Kunststoff hinterspritzt.

## Anwendungen
Das Quellflussprägeverfahren findet insbesondere für Bauteile im Fahrzeuginnenraum Anwendung. Dazu gehören Türverkleidungen, Instrumententafeln, Armauflagen, Mittelkonsolen, Brüstungen etc. Meistverwendete Materialien sind Polypropylen (PP) in Kombination mit TPO-Schaumfolien.
Weitere Anwendungen sind im Möbel- oder Haushaltsgerätebereich gut denkbar, bis heute aber selten umgesetzt.